# Tokiotoren

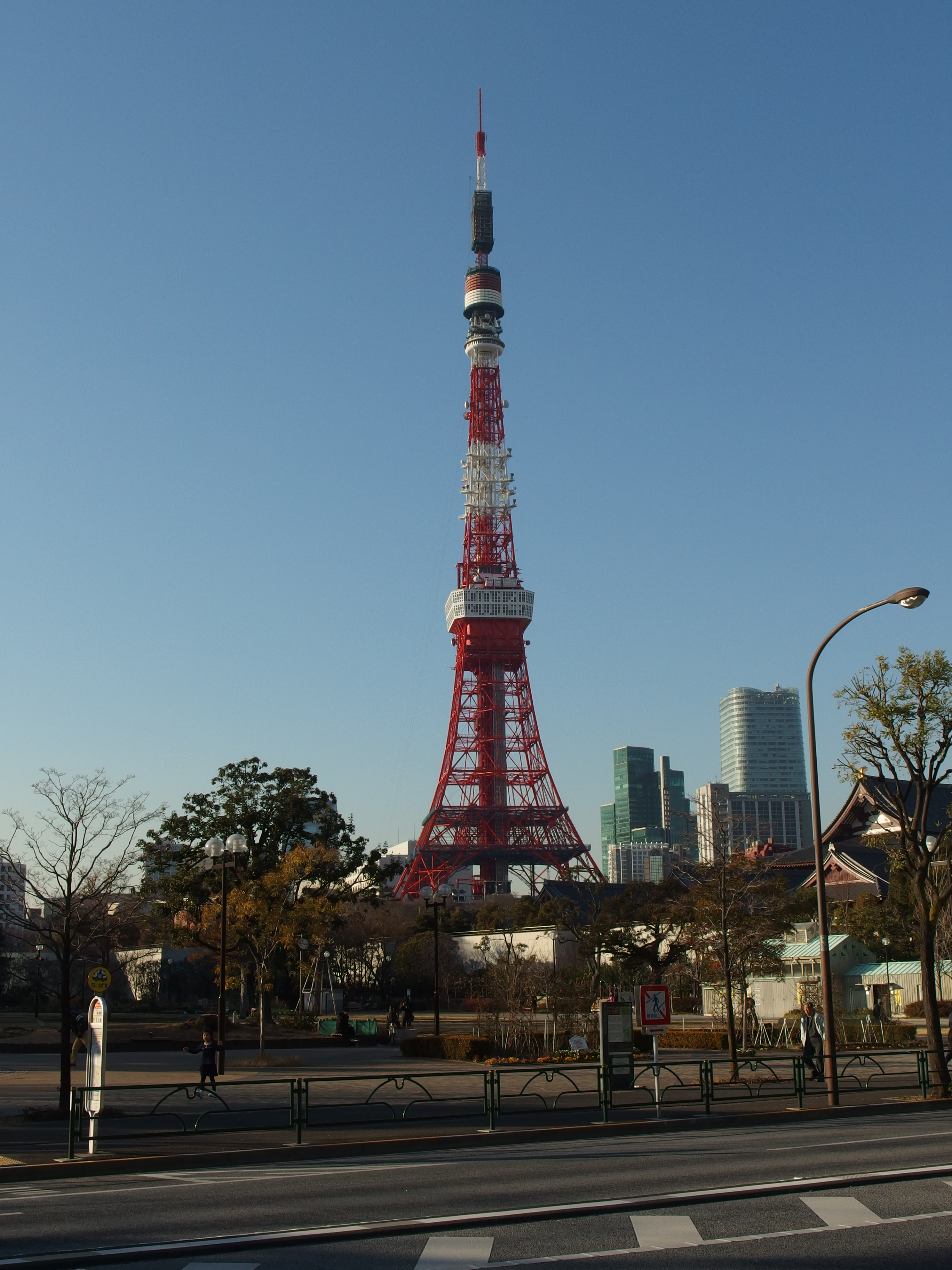
De toren bij daglicht

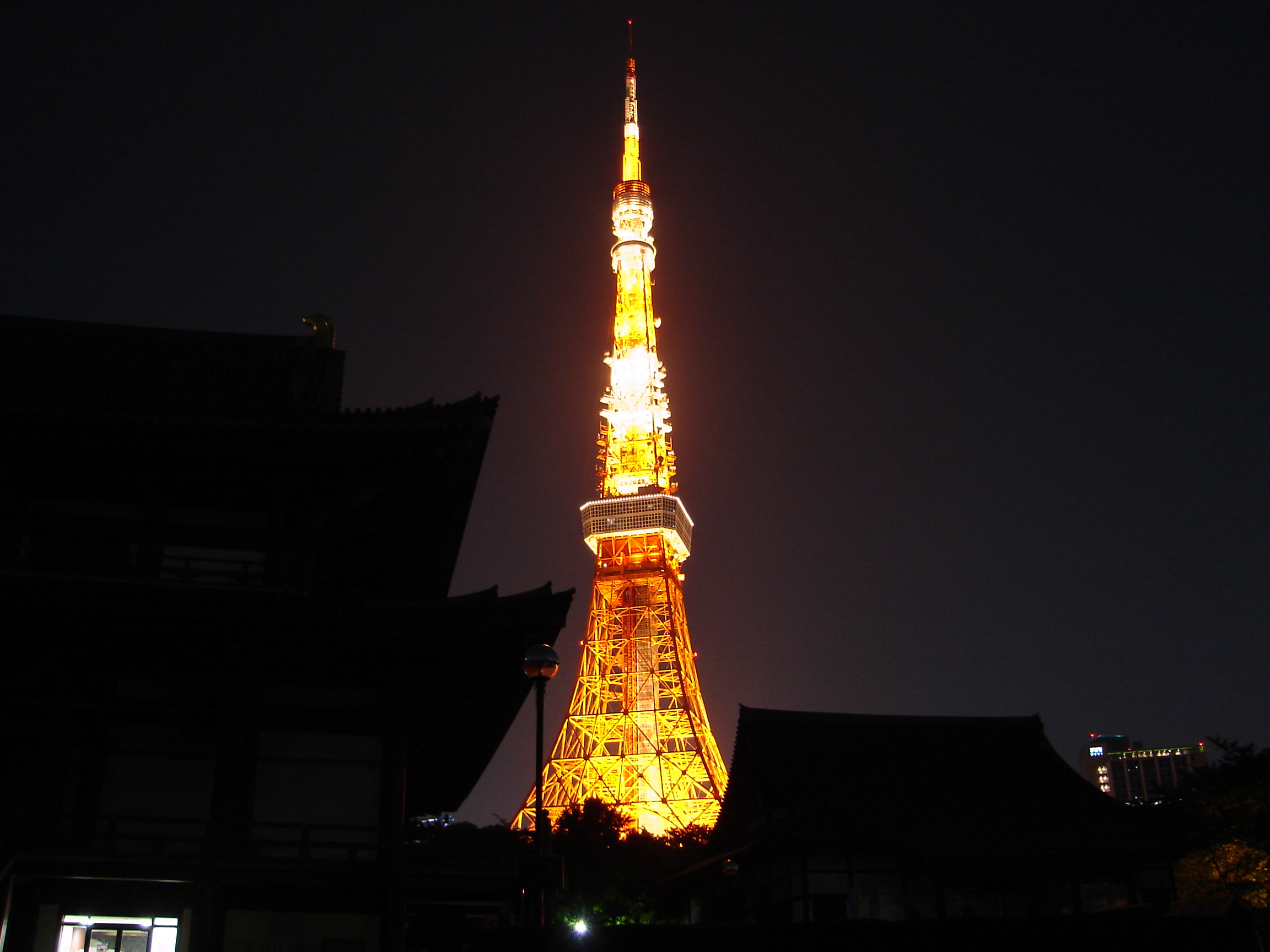
De verlichte toren bij nacht

De Tokiotoren, ook Tokyo Tower, (東京タワー Tōkyō tawā) is de op een na hoogste toren in Japan, gebouwd in het Park van Shiba, Minato, Tokio. Hij doet dienst als communicatietoren voor Japanse media zoals televisie en radio. Niettemin is het een toeristische trekpleister met recreatievoorzieningen en twee observatiedekken die uitzicht geven over (bijna) heel de stad.
Het Nederlandse Tokiotoren, het Engelse Tokyo Tower en het Japanse Tōkyō tawā zijn algemeen aanvaarde namen voor deze toren die officieel de Nippon Denpatō (日本電波塔, "Japanse Radiotoren") heet.

## Geschiedenis en opbouw
Het bouwwerk, voltooid in 1958 na een bouwtijd van 19 maanden tijd, diende als symbool voor de wedergeboorte van Japan als economische macht. Na de Koreaanse Oorlog kwam Japan in een tijdelijke economische crisis terecht die overwonnen werd door het beleid van Yoshida, door invoerbeperkingen en investeringen voor de export. Door buitenlandse licentieovereenkomsten kon het land een modernisering van de zware nijverheid doorvoeren. Deze was exportgericht. Een nieuwe welvaart ontstond. Technische vernieuwingen werden op grote schaal doorgevoerd. Maar in 1957 stagneerde deze groei door een verhoogde import.
Een tweede reden voor de bouw was dat Japan rond het jaar 1953 op zoek was naar een zendstation in de regio Kanto, toen de Japanse televisiemaatschappij NHK (Nippon Hoso Kyokai) startte met het uitzenden van televisie. Nadat NHK haar eigen uitzendtoren had gebouwd, volgden de andere uitzendbedrijven. Maar uiteindelijk besloot de overheid om één grote toren te bouwen die moest dienen als uitzendtoren voor heel de regio Kanto.

### Constructie
Tachū Naitō, architect, ingenieur en maker van aardbevingbestendige ontwerpen, werd aangesteld voor het ontwerp van de nieuwe toren. Het werd gebaseerd op de Eiffeltoren in Parijs. Met zijn 333 meter was het tot 29 maart 2010 het hoogste bouwwerk in Japan. Die eer kwam daarna toe aan de Tokyo Sky Tree.
De toren zou bestand zijn tegen aardbevingen (met tweemaal de intensiteit van de grote Kanto-aardbeving) en tyfoons waarvan de windsnelheid niet meer dan 220 km/uur bedraagt (Murito typhoon, 1939). De toren weegt 4000 ton, ongeveer de helft van het gewicht van de Eiffeltoren, en is wit en oranje geschilderd om te voldoen aan de eisen van de veiligheid voor vliegverkeer. In de avonduren wordt de toren aangelicht met oranje licht in de winter en wit licht in de zomermaanden. Voor speciale gelegenheden worden soms andere kleuren gebruikt; zo werd voor de Japanse première van de film The Matrix de toren in neongroen verlicht. Hoewel de belangrijkste functie radio- en televisiezendmast is, staat de toren ook bekend als een toeristische trekpleister.
Op de begane grond is een aquarium met vijftigduizend vissen, op de tweede verdieping bevindt zich een wassenbeeldenmuseum en een attractie die "Mysterious Walking Zone" heet. Er zijn ook twee observatiedekken. Het belangrijkste uitzichtdek is op 150m en er is een speciaal uitzichtdek op 250m. Beide bieden een spectaculair uitzicht van 360° over de stad en bij helder weer op de vulkaan Fuji (Fuji-san).
De Takenaka corporation, Japan’s oudste architectenfirma, begon in juli 1957 met de voorbereidingen voor de bouw. Honderden tobi, gespecialiseerde, traditionele Japanse hoogwerkers, kwamen naar Tokio om te werken aan de bouw van de toren. Hisakichi Maeda, de oprichter en voorzitter van Nippon Denpato, een Japanse televisiemaatschappij, had de ambitie om de toren hoger te laten bouwen dan de Empire State Building. Maar wegens gebrek aan materiaal is dit niet gelukt. Uiteindelijk werd de hoogte van de toren afgestemd op de afstand die de stralen moesten bereiken zodat heel de Kanto regio zou voorzien worden van televisie- en radiosignalen. Deze afstand bedroeg ongeveer 150 km.
Nadat de 90 meter lange stalen antenne boven op de toren was geplaatst, werd de toren opengesteld voor publiek op 23 december 1958 en kostte in totaal 2,8 miljard yen. Ondanks de 13 meter hogere top van de Tokiotoren, 332,6 meter in het totaal, weegt hij toch zo’n 3500 ton minder dan de Eiffeltoren.
Maeda's zoon, Fukusaburo Maeda, werd voorzitter van Nippon Denpato. In 1988 richtte hij een golfbaan op in de prefectuur Chiba. Nadat de golfbaan geopend was in 1995, slaagde hij er niet in om uit de kosten van de opbouw te komen, door de economische recessie in Japan. Het bedrijf eindigde in diepe schulden en als gevolg daarvan werd er in 2000 een hypotheek op de toren genomen van 10 miljard yen.

## Functies
Naast het uitzenden van radio- en televisiesignalen heeft de toren ook een belangrijke recreatieve en toeristische functie.

### Uitzenden
De belangrijkste taak van de toren is het uitzenden van signalen voor radio, digitale radio, analoge televisie en digitale televisie. De toren werd oorspronkelijk gebruikt voor het uitzenden van televisiesignalen, maar in 1961 werden er ook radioantennes geïnstalleerd. De toren zendt 24 signalen uit; 14 analoge signalen en 10 digitale signalen. De meeste radio- en televisiestations worden via deze toren uitgezonden.
De televisiestations die van de toren gebruikmaken, zijn:
- TV TBS
- TV NTV
- TV Tokyo
- TV van Fuji
- TV Asahi
- Onderwijs TV NHK
- Algemene TV NHK
- De universiteit van TV en Lucht
- De Televisie van de metropolis Tokyo

Radiostations die van de toren gebruikmaken:
- NHK FM
- J-Wave
- Tokyo FM
- De universiteit van de lucht FM
- Nikkei, radioantenne van het Relais

### Vermaak van het publiek
Naast de oorspronkelijke functie, is de toren ook een belangrijke toeristische trekpleister. De toren is lid van de World Federation of Great Towers, het genootschap van hoge torens en wolkenkrabbers over heel de wereld.
Sinds de opening van de toren in 1958, zijn er ongeveer 130 miljoen bezoekers geweest.

#### De stad van de voet (Foot town)
De stad van de voet, een 4 verdiepingen hoog geheel van toeristenattracties, bevindt zich in de basis van de toren.
Op de eerste verdieping bevinden zich de 3 grote liften die naar het eerste observatiedek leiden. De tweede verdieping bestaat vooral uit restaurantjes en cafés. De derde en vierde verdieping verlenen plaats aan verscheidene toeristische attracties zoals hieronder vermeld.
- Tokyo Tower aquarium : Het aquarium bevat 800 soorten en meer dan 50.000 vissen, meer bepaald Zuid-Amerikaanse, Afrikaanse en Aziatische tropische vissen en karpers.
- Tokyo Tower wassen museum : Het wassen museum werd geopend in 1970. Het exposeert een grote collectie aan beroemde wassen beelden die rechtstreeks van Londen werden geïmporteerd. De collectie bevat ook beelden van beroemdheden uit de 21ste eeuw.
- Het Guinness World of Records museum : Dit museum vertoont een selectie uit de 'Guinness World of Records'-boeken. Het biedt ook plaats aan al deze boeken, beginnend bij het eerste dat in 1955 uitkwam.
- Gallery Deluxe : Hier worden hologrammen voorgesteld.[8]
- Trick art museum : 3D-foto's en tekeningen worden in dit museum geëxposeerd.
- Het centrum van overheidsinformatie : Een tentoonstelling van beroemde Japanse figuren en gebeurtenissen.
- Tentoonstelling van statistische informatie : De geschiedenis van de statistiek en andere gegevens worden hier interactief voorgesteld.
- Speeltuin op het dak : Een speeltuin, gevestigd op het dak van 'de voet van de toren' zorgt voor het vermaak van de kinderen.

#### Observatievertrekken
De toren heeft twee observatiedekken. Beide vertrekken bieden een uitzicht van 360° over heel Tokio. Het eerste observatiedek, dat uit twee verdiepingen bestaat, bevindt zich op 125 meter hoogte. De eerste verdieping biedt plaats aan Club 333 , een klein café en twee kijkvensters op de grond van dit vertrek, die de mogelijkheid bieden om naar beneden te kijken en een beeld schetsen van wat er zich 125 meter lager allemaal afspeelt. Op de tweede verdieping bevinden zich een Shinto-souvenirwinkeltje en de liften naar het tweede observatiedek, op 225 meter hoogte. Vanaf het speciale observatiedek, waarvan de muren bijna helemaal uit glas bestaan, is bij helder weer de Fujiberg te zien.

##### Club 333

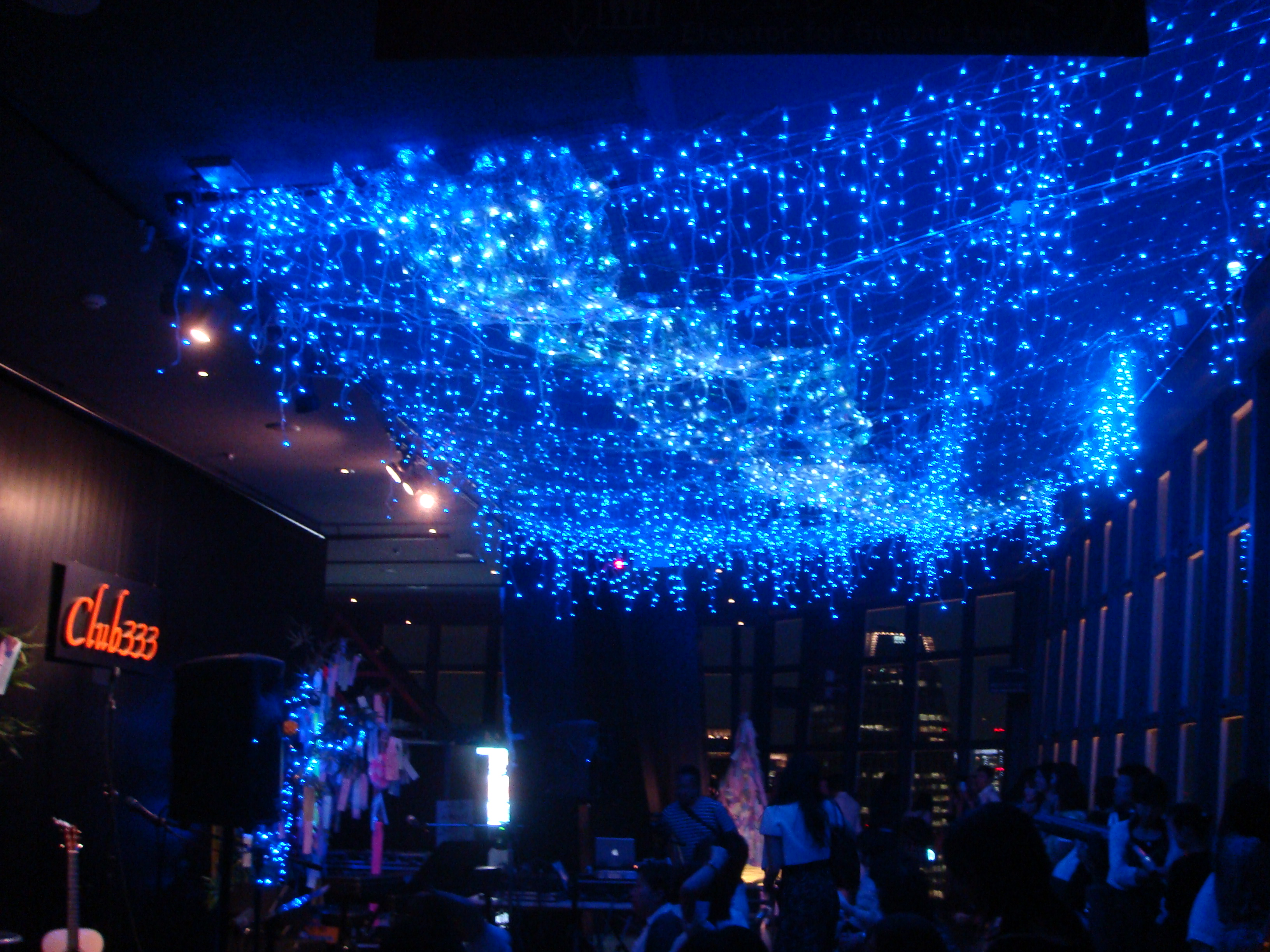
Interieur van Club 333

Club 333 bevindt zich op het eerste observatiedek van de toren. Club 333 is een podium waar elke woensdag- en donderdagavond livebands zich van hun beste kant laten zien. Op vrijdagavond is het dj-tijd, en worden er liedjes, aangevraagd door het publiek, voor alle bezoekers van de toren, afgespeeld.

### Meetstation
Verschillende meetinstrumenten op de top van de toren meten de lucht boven Tokio en houden de toestand van het verkeer in de gaten.

## Locatie

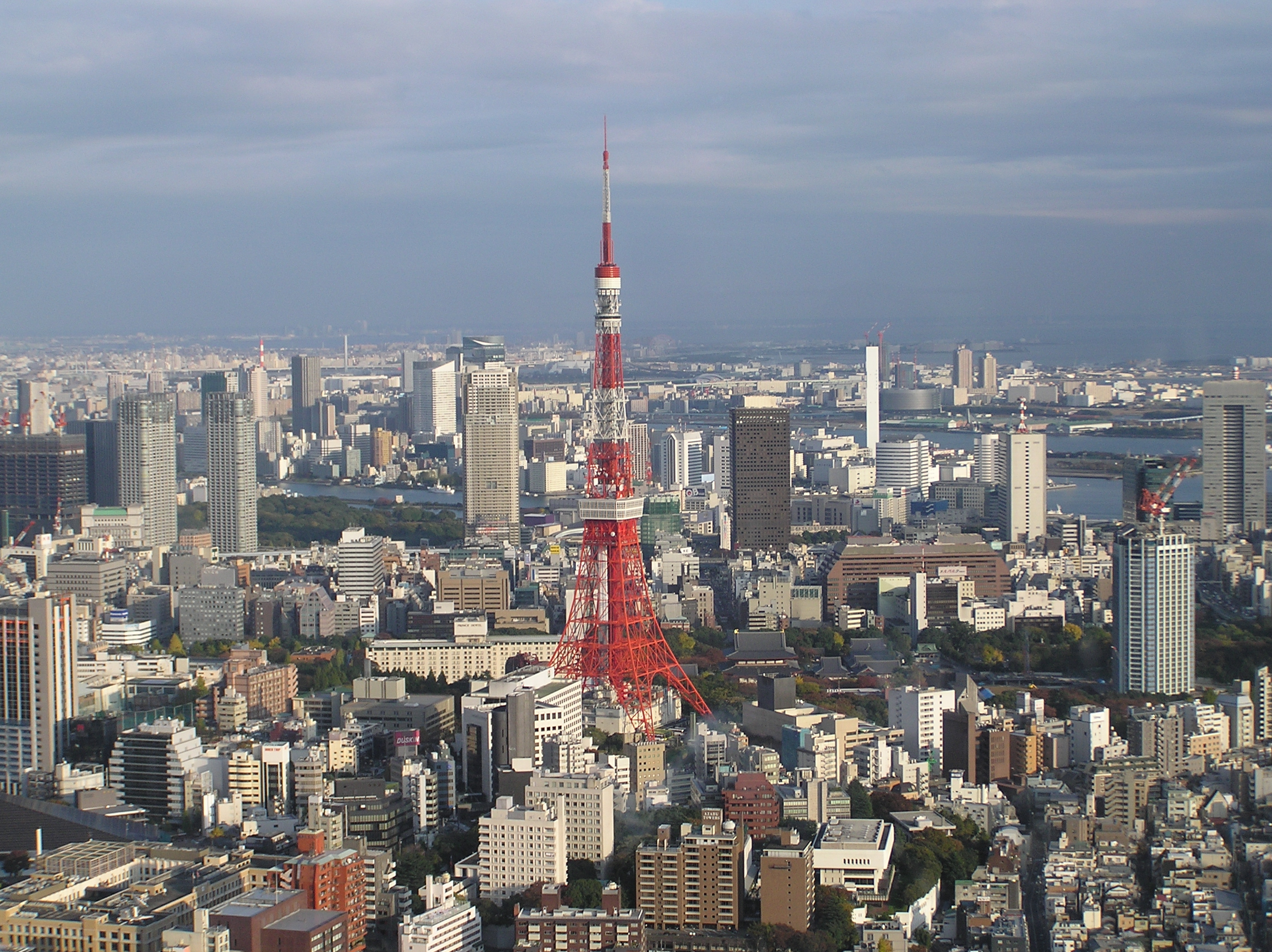
Tokio Tower vanaf Roppongi

De toren is gelegen in het Shiba park, Minato-ku, Tokio. De Tokiotoren is omringd door kleine gebouwen en kan gezien worden vanop diverse plaatsen in het centrale gedeelte van Tokio, zoals Roppongi Hills, de baai van Tokio, de tuinen van het keizerlijk paleis.

## Gebeurtenissen/herdenkingen
Om de 5 jaar wordt de toren overschilderd met witte en oranje verf voor de veiligheid van het luchtverkeer. In 1987 stelde Nihon Depato de lichtontwerpster Motoko Ishii aan, om de lichtschikking te veranderen en te vernieuwen. Vanaf 1989 zijn er schijnwerpers die de toren gedurende de nacht verlichten.
Damplampen van Natrium worden gebruikt om de toren met een oranje schijn te bedekken. De metaalhalogenide lampen kleuren de toren wit. Van 2 oktober tot 6 juli wordt de toren oranje verlicht en van 7 juli tot 1 oktober is de belichting wit. Deze halfjaarlijkse verandering heeft te maken met de seizoensverandering, in de wintermaanden wordt de toren in warm oranje beschenen om de koude wintermaanden door te komen. In de zomer is er de witte kleur voor een verfrissende uitstraling.
Bij bepaalde gebeurtenissen wordt de lichtregeling van de toren aangepast. Bv. in 2002, ter ere van de FIFA wereldbeker, werden sommige delen van de toren blauw verlicht. Een andere gebeurtenis is de première van The Matrix Reloaded, waarbij de helft van de top groen gekleurd was. Op de 50ste verjaardag van de toren werd er een nieuwe nachtregeling voor de verlichting voorgesteld, ‘de diamanten sluier’, 276 lichtjes in 7 verschillende kleuren over de 4 zijden van de toren verdeeld. De 2 observatiedekken spelen bij deze verschillende lichtregelingen meestal een speciale rol.

## Populaire cultuur

### Noppon Brothers
De Noppon Brothers zijn de twee mascottes van de Tokiotoren. Ongeveer 40 jaar na de opening van de toren, op 23 december 1998, heeft men deze twee figuren ontworpen. Het is een mannelijke tweeling, beide 10 jaar oud. De oudere broer, draagt een blauwe jasje, is verlegen, koelbloedig, beheerst en stil. De jongere broer, met een rood jasje, is totaal het tegenovergestelde, namelijk een echt feestbeest, energiek, maar soms voelt hij zich alleen en mist hij mensen rondom zich heen. Hun voornaamste bezigheid is poseren voor foto's die genomen worden door toeristen, handen schudden en zorgen voor het vermaak van de bezoekers.

### Tokiotoren in anime
De Tokiotoren is populair bij manga- en anime-fans, waarschijnlijk door de verwijzingen naar de toren in animereeksen:
- Magic Knight Rayearth: De meisjes zijn aan het genieten van het mooie uitzicht op een van de observatiedekken.
- X/1999: Het beroemde gevecht tussen Kamui en Fuma op de top van de toren.
- Please Save My Earth: Tokyo Tower wordt gebruikt voor het zenden van signalen naar de maan.
- Air Gear: De toren wordt getoond in de begin- en eindscène, meer bepaald Ikki die op een van de observatiedekken staat.

## Tokyo Sky Tree

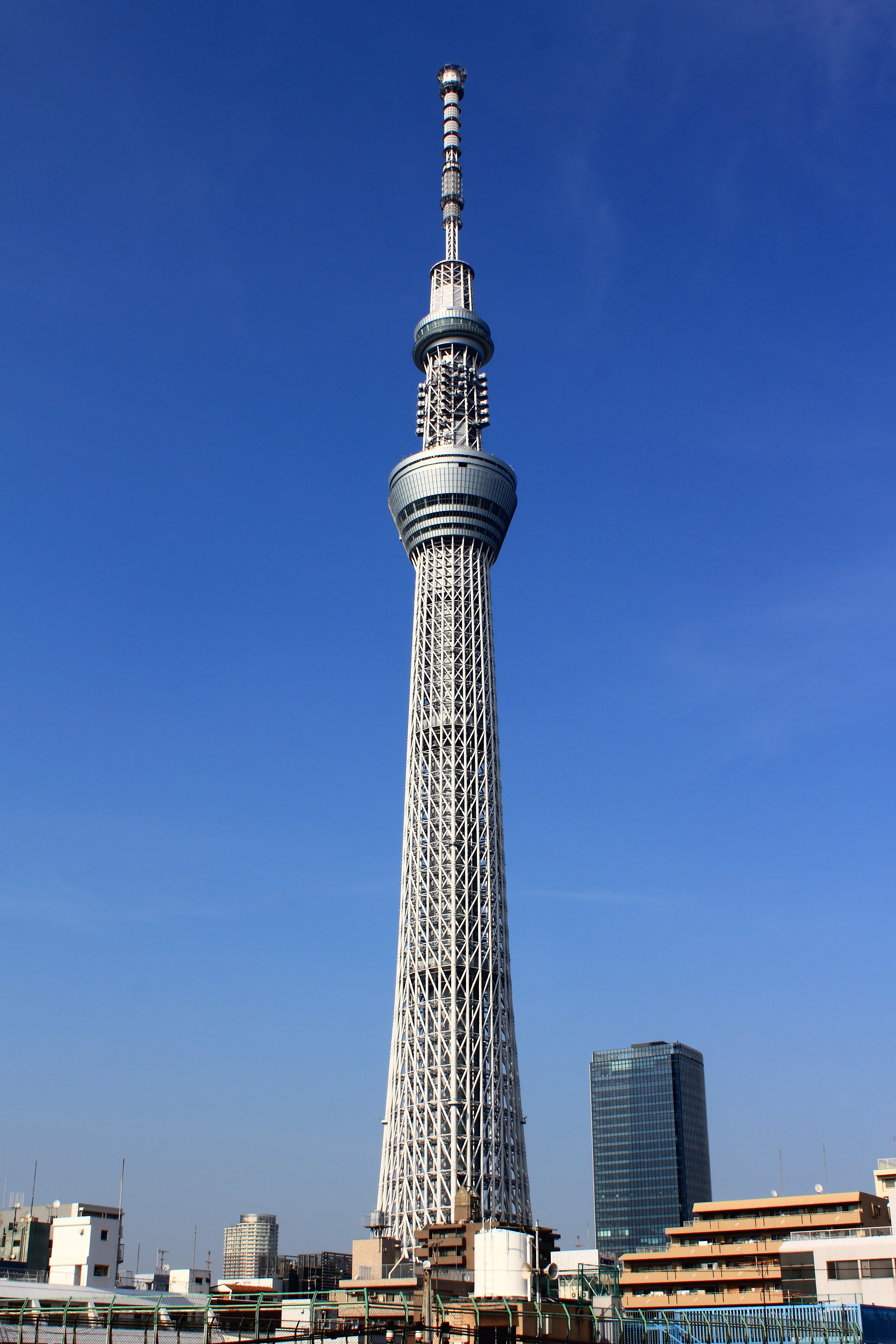
Tokyo Sky Tree 2012

De capaciteit van de Tokiotoren was te laag om het hoofd te bieden aan een volledig digitaal netwerk, daarom heeft men een nieuwe toren gebouwd, de Tokyo Skytree. Deze is 634 m hoog en is op één na de hoogste constructie ter wereld. Deze toren werd op 22 mei 2012 officieel geopend.
Alle digitale televisiesignalen zullen via deze toren worden uitgezonden en de Tokiotoren zal dus stoppen met het uitzenden van digitale signalen. De FM-signalen, Kawada en Nippon televisie zullen wel blijven uitgezonden worden door de oorspronkelijke toren.

## Voetnoten
1. ↑  (en)  Tokyo Sky Tree beats Tokyo Tower, now tallest building in Japan, The Mainichi Daily News, 29 maart 2010
2. ↑  De grote Kanto-aardbeving vond plaats op de ochtend van 1 september 1923 in de regio Kanto in Japan. Hij had een kracht van 8,3 op de schaal van Richter. Het eiland Izu Oshima in de Sagamibaai werd het zwaarst getroffen.
3. ↑  Tokyo Tower data
4. ↑  Hisakichi Maeda wou de toren hoger laten bouwen dan de Empire State Building die 381 meter hoog is. Hij had de ambitie om de hoogste toren op aarde te bouwen. 'If we're going to make it tall, we should make it the tallest.' citaat uit: 'The Tower and the story' Rob Gilhooly, 17/03/2002
5. ↑  De Eiffeltoren weegt 7300 ton en is 312 meter hoog.
6. ↑  (en)  Skyscraperpage.com Tokyo Tower
7. ↑  World Federation of Great Towers
8. ↑  Hologrammen zijn driedimensionale afbeeldingen, wat erop afgebeeld staat hangt af van de aanschouwer.